# Dieter Vanthourenhout
Pour les articles homonymes, voir Vanthourenhout.
Dieter Vanthourenhout est un coureur cycliste belge (né le 20 juin 1985 à Bruges).

## Biographie
Il est le neveu du cycliste professionnel, Sven Vanthourenhout, courant comme lui, en cyclo-cross. Son jeune frère, Michael, pratique aussi le cyclo-cross.

## Palmarès en cyclo-cross
- 2000-2001
  -  Champion de Belgique de cyclo-cross cadets
- 2002-2003
  -  Champion de Belgique de cyclo-cross juniors
- 2006-2007
  - Internationale Veldritten op de Koppenberg, Oudenaarde (U23)
  - GP d'Hasselt (U23)
  - 3e du championnat de Belgique de cyclo-cross espoirs
- 2008-2009
  - Grand Prix de la Commune de Contern, Contern
- 2009-2010
  - Sylvestercyclo-Cross, Bredene
- 2010-2011
  - 32e Openingsveldrit van Harderwijk, Harderwijk
  - 9e de la Coupe du monde
- 2014-2015
  - GGEW City Cross Cup (1), Lorsch
- 2015-2016
  - Radcross Illnau, Illnau-Effretikon
  - Grand-Prix de la Commune de Contern, Contern
  - GGEW City Cross Cup, Lorsch
  - Versluys cyclo-cross, Bredene
- 2017-2018
  - Grand Prix Möbel Alvisse, Leudelange
  - 3e de l'EKZ CrossTour

## Classements mondiaux sur route
| Année           | 2009  | 2010 | 2011  | 2012 | 2013 |
| --------------- | ----- | ---- | ----- | ---- | ---- |
| UCI Europe Tour | 1025e |      | 1029e |      | 792e |